# Semblante urbano
Semblante Urbano es el nombre del sexto álbum de estudio del artista panameño de Reguetón y Reggae en español El Roockie, y el primero firmado bajo el sello discográfico Mas Flow Inc. El álbum fue lanzado el 12 de febrero de 2008. El álbum combina las dimensiones de sus experiencias con ritmos urbanos como el reguetón, dancehall, hip hop &  el reggae y sus inicios en su ciudad natal, Panamá, con el Reggae en español. Era considerado uno de los álbumes más esperados en el Reguetón. El dúo de Luny Tunes dijo en una entrevista que Banista "... tiene una letra que puede cortar venas. Semblante Urbano: La Otra Cara De La Calle es la reedición del álbum original lanzado en el 2009. Esta reedición contendrá los 14 temas originales de la edición estándar más dos remixes y cinco nuevas canciones. También contendrá un DVD con todos los vídeos musicales de los sencillos más una entrevista con El Roockie.

## Lista de canciones

### Edición estándar
| #  | Título                                     | Producción               | Duración |
| -- | ------------------------------------------ | ------------------------ | -------- |
| 1  | «Intro» (con Mr. Phillips)                 |                          | 2:28     |
| 2  | «Parece sincera»                           | Luny Tunes & Predikador  | 3:03     |
| 3  | «Tell Me Why»                              | Miki & Noriega           | 3:00     |
| 4  | «Martes de galería» (con De La Ghetto)     | Predikador               | 4:27     |
| 5  | «Vengo de la casa de ella (Semblante)»     | Miki                     | 2:53     |
| 6  | «Delirando» (con Baby Ranks)               | Sensei                   | 5:03     |
| 7  | «Sigue bailando, mi amor»                  | Predikador               | 3:23     |
| 8  | «Por ahí dicen» (con Mr. Phillips & Yazid) | Tainy                    | 4:43     |
| 9  | «Volverás»                                 | Miki                     | 3:56     |
| 10 | «Me fallaste» (con Deevani)                | Predikador               | 3:37     |
| 11 | «Vigilia de un santo»                      | Luny Tunes & Tainy       | 3:18     |
| 12 | «Ayer soñaba (Barrio de Chacales)»         | Miki & Predikador        | 4:03     |
| 13 | «Déjame oírte»                             | Miki                     | 2:56     |
| 14 | «Giales del Ghetto»                        | Luny Tunes, Yazid & Gaby | 3:24     |